# Антосяк Георгій Федорович
Гео́ргій Фе́дорович Антося́к (нар. 6 листопада 1907, Сурашевка — пом. 12 лютого 1977, Кишинів) — державний і партійний діяч Молдавської РСР. Батько ректора Кишинівського політехнічного інституту Володимира Антосяка.

## Життєпис
Народився 6 листопада 1907 року в селі Сурашевці (нині у складі міста Свободного Амурської області, Росія) в селянській родині. Його батько, Федір Антосяк, був засуджений на довічну каторгу, як керівник селянського повстання 1905 року в селі Мокра Балтського повіту Подільської губернії. У 1923 році разом з родиною повернувся до рідного села.
Після закінчення в 1929 році Одеського інституту народного господарства до 1937 року працював економістом, учителем, директором середньої школи в Молдавській АРСР. Член ВКП(б) з 1937 року. У 1937—1938 роках — голова Державної планової комісії при Раді народних комісарів Молдавської АСРР; у 1938—1940 роках — народний комісар освіти республіки. У 1940—1941 роках — заступник голови Ради народних комісарів Молдавської РСР і голова Державної планової комісії при РНК Молдавської РСР.
Під час німецько-радянської війни у 1941—1942 роках працював у групі особливих доручень Військової ради Південного фронту (майор інтендантської служби; інтендант II рангу); у 1942—1944 роках — уповноважений Держплану СРСР по Казахській РСР.
Протягом 1944—1951 років — заступник голови Ради Міністрів Молдавської РСР; у 1951—1955 роках — голова Молдавської республіканської ради профспілок. З 26 лютого 1955 року по 5 липня 1958 року — голова Державної планової комісії при Раді міністрів Молдавської РСР. Одночасно, з 12 вересня 1957 року по 5 липня 1958 року — заступник голови Ради Міністрів Молдавської РСР. З липня 1958 по травень 1962 року — голова Ради Народного Господарства Молдавської РСР. З 1963 року обіймам посаду постійного представника Ради Міністрів Молдавської РСР при Уряді СРСР. З грудня 1965 по травень 1973 року — 1-й заступник голови Ради Міністрів Молдавської РСР. У період з 15 по 24 квітня 1970 року виконував обов'язки голови Ради Міністрів Молдавської РСР. З травня 1973 року по 1977 рік — заступник голови Президії Верховної Ради Молдавської РСР.
Делегат XXII з'їзду КПРС (1961), I—XII з'їздів КП Молдавії. Член Центрального Комітету і Бюро Центрального Комітету КП Молдавії. Обирався депутатом Верховної Ради СРСР 4—8-го скликань (1954—1974), депутатом Верховної Ради Молдавської АРСР (1938—1941), депутатом Верховної Ради Молдавської РСР 1—3-го (1941—1955) та 8-го і 9-го скликань.
Помер 12 листопада 1977 року в Кишиневі. Похований у Кишиневі на Центральному цвинтарі.

## Нагороди
Нагороджений:
- орденами Леніна, Жовтневої Революції, двома Трудового Червоного Прапора, Дружби народів;
- медаллю «За перемогу над Німеччиню» (5 листопада 1945)[2].